# Белинцаго Ломбардо
Белинца̀го Ломба̀рдо (на италиански: Bellinzago Lombardo, на западноломбардски: Bilinsàagh, Билинсааг) е малко градче и община в Северна Италия, провинция Милано, регион Ломбардия. Разположено е на 129 m надморска височина. Населението на общината е 3878 души (към 2013 г.).